# Peine complémentaire en France
Ne doit pas être confondu avec Peine accessoire en France.

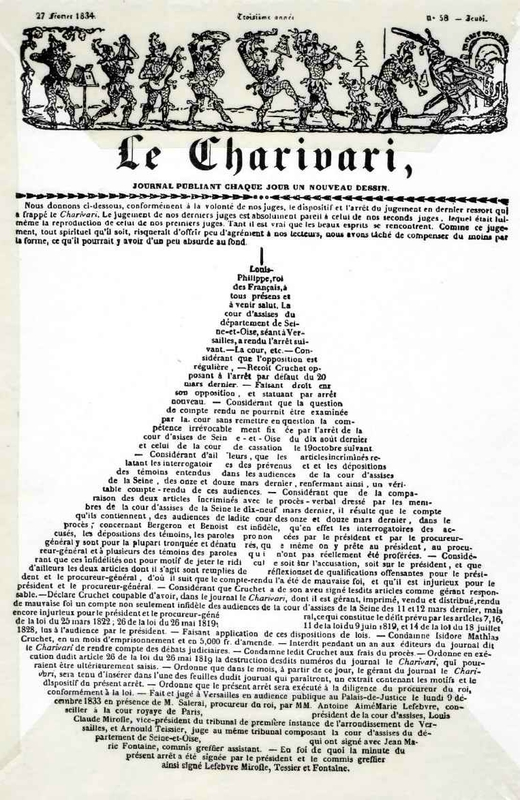
Publication judiciaire en page de couverture du Charivari du 27 février 1834 avec un calligramme reproduisant le verdict d'un procès condamnant Charles Philipon pour avoir caricaturé Louis-Philippe en poire.

La peine complémentaire est celle que le tribunal a la possibilité de prononcer, lorsqu'elle est prévue par la loi, en plus de la peine principale.
Pour certaines infractions, le juge est tenu de la prononcer, on parle alors de peine complémentaire obligatoire, par opposition à la peine complémentaire facultative.
Les dispositions de l'article 131-10 du Code pénal français énumèrent ces peines : 
- interdiction (ex. interdiction de séjour, interdiction des droits civiques, civils et de famille)
- déchéance (ex. de la nationalité - extrêmement rare)
- incapacité (ex. interdiction de disposer de ses biens)
- retrait d'un droit (ex. suspension du permis de conduire)
- suivi socio-judiciaire avec injonction de soin (131-36-1 du code pénal)
- immobilisation ou confiscation d'un objet (ex. confiscation d'armes, de drogue etc)
- fermeture d'un établissement ou affichage de la décision prononcée
- La peine d’interdiction du territoire français, peut être prononcée par les tribunaux, à titre définitif ou pour une durée de dix ans au plus, à l’encontre de tout étranger coupable d’un crime ou d'un délit. L’interdiction du territoire entraîne de plein droit la reconduite à la frontière du condamné, le cas échéant, à l’expiration de sa peine d’emprisonnement ou de réclusion[3],[4] (voir Expulsion des étrangers condamnés)
- diffusion de la décision prononcée par voie de presse écrite et même, depuis la loi n°2004-575 du 21 juin 2004 communication au public par voie électronique.
- L'article 131-8-1 du Code pénal introduit en 2007 la peine de sanction-réparation, qui consiste en l'indemnisation par le coupable du préjudice de la victime[5].
- Inéligibilité pour les crimes, et certains délits, depuis les lois pour la confiance dans la vie politique[6].